# Liriomyza frontella
Liriomyza frontella är en tvåvingeart som först beskrevs av Malloch 1914.  Liriomyza frontella ingår i släktet Liriomyza och familjen minerarflugor.
Artens utbredningsområde är Taiwan. Inga underarter finns listade i Catalogue of Life.